# Федосеев, Александр Иванович (политик)
Алекса́ндр Ива́нович Федосе́ев (род. 1909 — ум. 1975) — советский деятель, председатель Одесского облисполкома, 1-й секретарь Одесского обкома КПУ. Депутат Верховного Совета УССР 4-го созыва. Депутат Верховного Совета СССР 5-го созыва. Кандидат в члены ЦК КПУ в 1956 — 1960 г. Член ЦК КПУ в 1960 — 1961 г.

## Биография
Родился в апреле 1909 года в местечке Ладыжине Подольской губернии Российской империи (ныне город Винницкой области) в семье фельдшера. Украинец.
Образование неоконченное высшее. В 1927 году окончил учительский институт в городе Зиновьевске.
С 1927 года — заведующий начальной школы, директор средней школы Гайворонского района Одесской области. Член ВКП(б) с 1940 года.
В ряды РККА призван в 1941 году Гайворонским РВК. Участник Великой Отечественной войны. Служил политическим руководителем пулеметной роты 32-го пулеметного батальона 82-го укрепленного района Юго-Западного фронта. Был тяжело ранен в августе 1941 года. После лечения служил агитатором 354-го резервного стрелкового полка 4-й резервной стрелковой дивизии.
В 1945 — 1950 г. — заведующий районного отдела народного образования; 2-й секретарь Гайворонского районного комитета КП(б)У Одесской области; 1-й секретарь Беляевского районного комитета КП(б)У Одесской области.
В октябре 1950 — 1952 г. — секретарь Одесского областного комитета КП(б)У.
В августе 1952 — ноябрь 1953 г. — заместитель заведующего Одесского областного отдела народного образования.
В ноябре 1953 — июле 1954 г. — 1-й секретарь Фрунзенского районного комитета КПУ Одесской области.
В июле 1954 — феврале 1958 г. — председатель исполнительного комитета Одесского областного совета депутатов трудящихся.
11 января 1958 — 8 февраля 1961 г. — 1-й секретарь Одесского областного комитета КПУ.
С 1961 г. — директор Одесской советско-партийной школы.
Потом — на пенсии. Умер в апреле 1975 года.

## Награды
Награждён орденом Ленина, почетной грамотой Президиума Верховного Совета УССР. За участие во Второй мировой войне награждён рядом медалей, в том числе «За отвагу» (06.11.1945) и «За оборону Одессы» (20.12.1943).

## Ссылка
- Справочник по истории Коммунистической партии и Советского Союза 1898—1991. (рус.)